# Nemagia
Nemagia — YouTube-канал, который вели два видеоблогера — Алексей Псковитин и Михаил Печерский.
Канал был создан в 2008 году блогером из Кемерова Алексеем Псковитиным и изначально был посвящён фокусам и их разоблачению. Позже к нему присоединился Михаил Печерский. С 2013 года тематика канала была переориентирована на сатирические обзоры. Первоначально на канале обозревались фильмы и скетчи, позже создавались обзоры на актуальные темы в медийной сфере.
В 2019 году коллектив распался, а в 2023 году YouTube заблокировал все каналы проекта.

## Биография участников
Алексей Игоревич Псковитин родился 9 октября 1989 года. Окончил Кемеровскую музыкальную школу № 2, после чего поступил учиться на слесаря. Работал шахтёром.
Михаил Андреевич Печерский родился 13 марта 1985 года. Окончил школу № 1 в 2002 году, после чего поступил в Омский государственный аграрный университет имени П. А. Столыпина на факультет ветеринарии, который закончил в 2007 году. Работал риэлтором.

## Конфликты

### Давидыч
13 января 2016 года вышел обзор Nemagia на Эрика «Давидыча» Китуашвили, основателя канала автообзоров Smotra TV. Через два часа ролик был заблокирован по причине жалобы канала Smotra TV. В конце января 2016 года Китуашвили подал в суд на Немагию за нанесение «колоссальных нравственных страданий». 12 февраля был выпущен второй обзор на Эрика Китуашвили. Конфликт в итоге не развился, одной из причин этого стали судебные тяжбы Китуашвили по причине крупного мошенничества в автостраховании.

### Баста
1 декабря 2016 года блогеры из Nemagia выложили в YouTube видеоролик о рэпере Баста, в котором сравнили его мать с порноактрисой Феникс Мари. После этого Баста в Twitter пригрозил блогерам найти их матерей и «побеседовать с ними». Затем он опубликовал их домашний адрес и призвал своих поклонников найти блогеров и «сделать с ними экстремальные фото». Блогеры в отместку выложили несколько язвительных роликов о рэпере. Через некоторое время Баста пояснил, что это была шутка, и опубликовал свадебную фотографию невесты одного из блогеров Михаила, назвав её «победителем». На этом конфликт был исчерпан.

### Олег Тиньков
8 августа 2017 года Nemagia опубликовали критический ролик о «Тинькофф банке» и его владельце Олеге Тинькове, в котором они изобразили Тинькова, «прислуживающего» владельцу «Альфа-банка» Михаилу Фридману. Они показали отрывки из разных интервью Тинькова, в которых он пренебрежительно отзывался о блогерах и других медийных персонах, а также привели примеры недобросовестной, по их мнению, работы его банка. После публикации ролика и резонанса 24 августа банк подал против блогеров иск о защите деловой репутации в Центральный районный суд Кемерова. Суд постановил временно заблокировать ролик о Тинькове и запретил авторам распространять его. Роскомнадзор обязал блогеров удалить ролик.
Утром 13 сентября к Псковитину пришли в квартиру с обыском. Обыск проводили сотрудники московского ГУВД на Петровке, 38 и бывший оперуполномоченный МВД Владимир Горбунов из Новокузнецка. 19 сентября Псковитин явился в Москву в управление по организации дознания МВД для дачи показаний в качестве свидетеля по делу о клевете по статье 128.1 УК РФ. В тот же день его признали подозреваемым. Представитель Тинькова Валерия Павлюкова заявила, что Тинькову в видеоролике не понравилось упоминание его жены Рины Восман, поэтому он просит, чтобы блогеры извинились перед ней. 26 сентября Тиньков обещал отозвать все иски против блогеров. 30 октября журналист и член Совета по правам человека в России Максим Шевченко на заседании Совета при президенте по развитию гражданского общества и правам человека рассказал Владимиру Путину об обысках в квартире Псковитина после публикации ролика и попросил дать оценку. Путин назвал случай «безобразием», выразил удивление тем, что «правоохранительные органы обслуживают олигархов», и обещал разобраться. 3 ноября 2017 года Арбитражный суд Москвы прекратил судебное производство.

#### Реакция
Бизнесмен Павел Дуров после блокировки ролика Nemagia у себя на странице «ВКонтакте» призвал распространять ролик в соцсети. Он заявил, что «их право выражать своё мнение священно». Журналист и видеоблогер Анатолий Шарий раскритиковал Тинькова за «подкуп полицейских» и предположил, что в дальнейшем им также может быть осуществлён подкуп суда, назвав эту ситуацию тревожным звонком. Спустя время оппозиционер Алексей Навальный назвал обыски «заказными» и привёл пример с обысками у себя в квартире по аналогичной статье. Он раскритиковал Тинькова, обвинив его в подкупе полицейских, которых назвал «мальчиками по вызову». Видеоблогер Юрий Хованский опубликовал в YouTube два видеоролика под названием «Тиньков, ты не прав!» и «Обыски у Nemagia. Тиньков беспределит» с личными оскорблениями в адрес Олега Тинькова, после которых уточнял, что это его «оценочные суждения». Позже он удалил ролики по рекомендации адвокатов после выбитой двери в квартире его родителей и угрозы Олега Тинькова привлечь блогера к уголовной ответственности за клевету. Хованский пояснил, что остаётся при своём мнении, но не готов противостоять «полицейским, топ-адвокатам, обыскам, проверкам и конфискациям».

## Выпуски
Ранние выпуски

Первое время Немагия выпускала скетчи, обзоры на фильмы и иногда видеообзоры. Среди видеообзоров были следующие:
- Турникмен у которого не стоит!
- Хорошая игра
- Трансформер
- PSY — Gentleman
- Вадим Шлахтер
- Децл Вечеринка 2013
- Армрестлинг
- Александр Невский. Тренировка в офисе
- Пися дышит и живёт
- Супермен с лопатой
- Михаил Яцык
- Нифедова жарят Школоблогеры
- Володя Качок

Сезон 1
- Обращение
- Юрий Диоген, сверхсуровый качок-философ
- Матерщинник Володя Медведь
- Методист Юрий Спасокукоцкий
- Ваномас
- Чокнутый качок Серж Дур-Дачник
- Алексей Маматов, мастер удара по яйцам
- Виктория Исаева, истории с вибратором
- Вадим Старов
- Живая Барби Валерия Лукьянова
- Олег Горячо супермастер пикапа
- Василий Ульянов (Бодибилдинг-пустышка)
- Углублённые отношения Алёны РобинГудиной
- Александр Писарев
- Натуральный бодибилдер Дмитрий Xfit
- Катя Карамелька
- Тимур Тажетдинов
- Минет-тренер Екатерина Любимова
- Фэшн-блогер Марк Кауфман
- Виталий Кличко
- Гуру клизмы Наталья Смоляр
- Тренер делающий инвалидом, Антон Бритва
- Торвальд (40 тонн)
- «Тёлочка» Мари Дэкокс
- Вадим Do4a
- Развратная ведущая Полина Логунова
- Дмитрий Ланц
- Ванга 21-го века
- Бешенство Машки или как поиметь мужиков
- Кому берёт Плюшевая Ксюша

Сезон 2
- Павел Дуров и его 20 см член
- Павел Дуров и олигархи
- Барак Обама и новые санкции на бананы
- Неклоун Виталий «v1lat» Волочай (Комментатор ДОТЫ 2)
- Хованский, Снейлкик, Мэддисон
- Порно секта (Куала-Дхарма)
- Разоблачители блогеров на YouTube (Канал Захарки)
- Лютая подделка бизнес-успеха Макс Даймонд
- Бьюти-блогер Игорь Синяк
- ГомоДрищ Дмитрий Яшанькин
- Танкистка с большим ВЛД Anna Kostenko
- Слава Дворецков, покоритель женских пукальников
- Девушки Мотора, специалисты по поцелуям
- Сергей Симонов (Канал Добра и Позитива)
- Разоблачитель Битвы Экстрасенсов Михаил Лидин
- Как стать Вампиром
- Самовлюблённый Сыендук
- «Сутенёр» Денис Байгужин
- Арина Клеопатра
- Худший рэпер Словетский
- Провал блогинга Фабрика Лайков
- Красные губы Maria Way
- Дмитрий Radyson Шилов
- Плагиатор песен Григорий Лепс
- Дмитрий Ларин
- Анальные инструкции от Лизи Питеркиной
- Сергей Мавроди (МММ)
- ПипкоТряс Сергей Миронов
- Наигранный Прямой Эфир (MDK, Жанна Фриске)
- Глава опционной мафии Руслан Татунашвили
- Маша Троцко, девушка для богатых мужиков
- Пресс-секретарь Дмитрий Песков
- Кристина Сиськи Финк
- Макс Троян или к чему приводят стероиды!
- Роскомнадзор привлекает Немагию за антиправительственные ролики
- Псевдопатриот Сергей Бадюк
- Девушка качок Юлия Винс
- Барыга Вадим Доча
- Русская порнозвезда Лола Тейлор
- Постановщики пранков Ракамакафо
- Успех у тёлочек от Филиппа Богачёва
- Крышеватель Угонов Давидыч (ролик удалён)
- Давидыч кинул страйк Немагии
- Давидыч подал в суд за моральные страдания
- Никита Молина или как отмораживают стероиды
- Виктория Портфолио, девушка из высшего общества
- 5 лайфхаков как заработать в интернете без вложений
- Долларовые миллионеры Mister Max и Miss Katy
- Ментовской беспредел подполковника полиции в ресторане
- Поставщик матрасов Давидычу, Павел Пятницкий
- Альфа Самка Юлия Печерская
- Самовлюблённый балабол Игорь Гостюнин
- Тоталитарная Ложь!! Депутат Ирина Яровая
- Петушок АфоняТВ
- Тёлка в очках из Лёгкого старта и Со
- Экстремист Руслан Соколовский
- Шкура из Дневника Хача (Привет Басте)
- Шкура из Дом-2 и Мамка Басты
- Супер Лайфхак по экономии в интернете
- Подсосы ДХ, The Братья (Извинения Басте)

Клипы
- Грусная исповедь Мопса
- Пробиваем дно!
- Власть

Сезон 3
- Жоп@лиз Никита Михалков
- Губастая негрешница Милена Чижова
- Немагию ищет полиция!!!!
- Кто такой Алексей Навальный???
- Наш друг Василий Вакуленко!
- Пустышка Дневник Хача (Амиран Сардаров)
- Миллиардер ОЛЕГ ТИНЬКОВ (Рабство Тинькофф Банка)
- Ютубное ОПГ (Калашников и Заруцкий)
- Ресторатор
- Следователь ТИНЬКОВА
- БОРЩ

Сезон 4
- Солевой Психопат ЛЁХА (GUF)
- ОСВОБОЖДЕНИЕ НАВАЛЬНОГО!